# Estação Torrassa

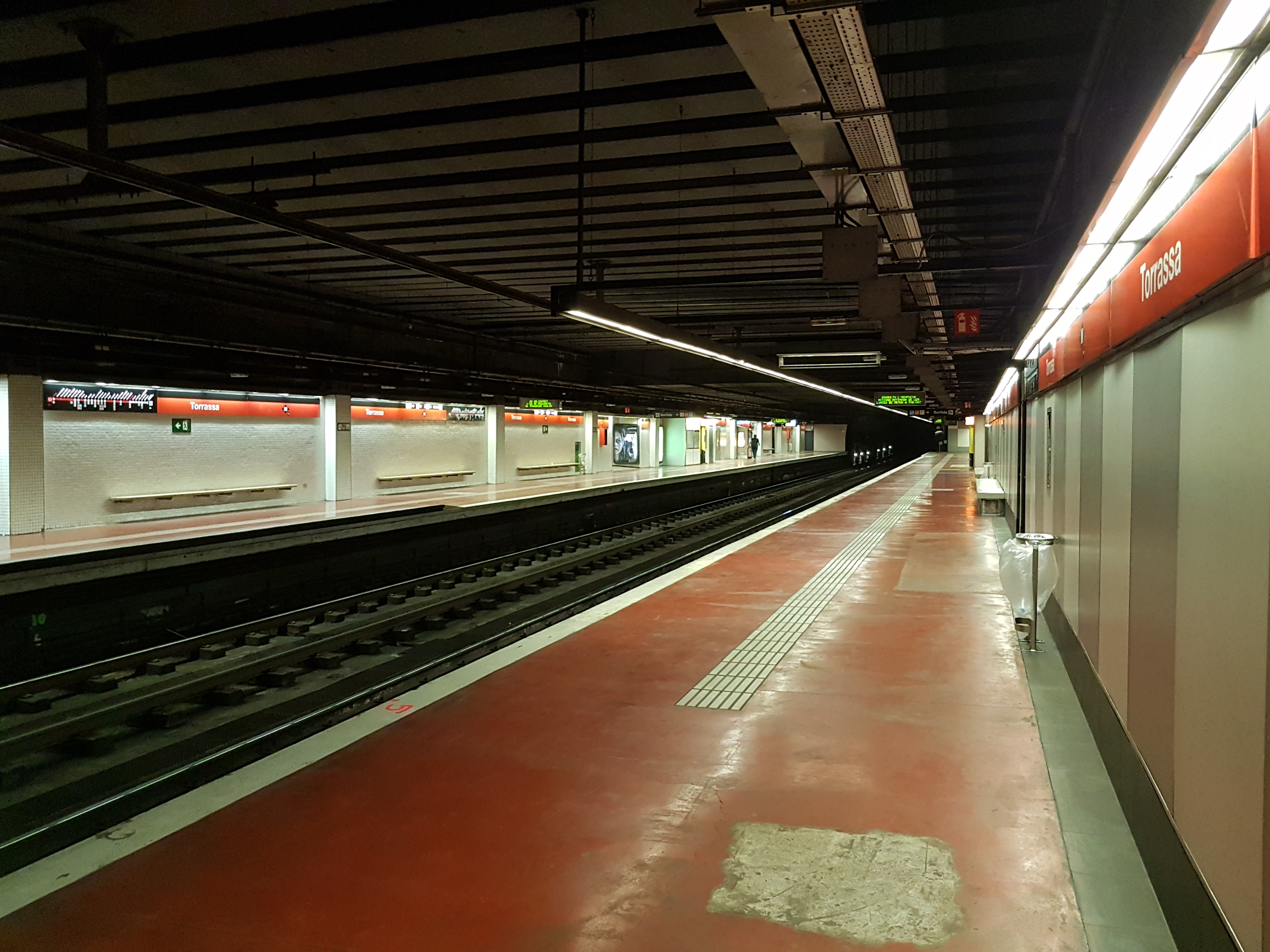
Plataforma de embarque L1.

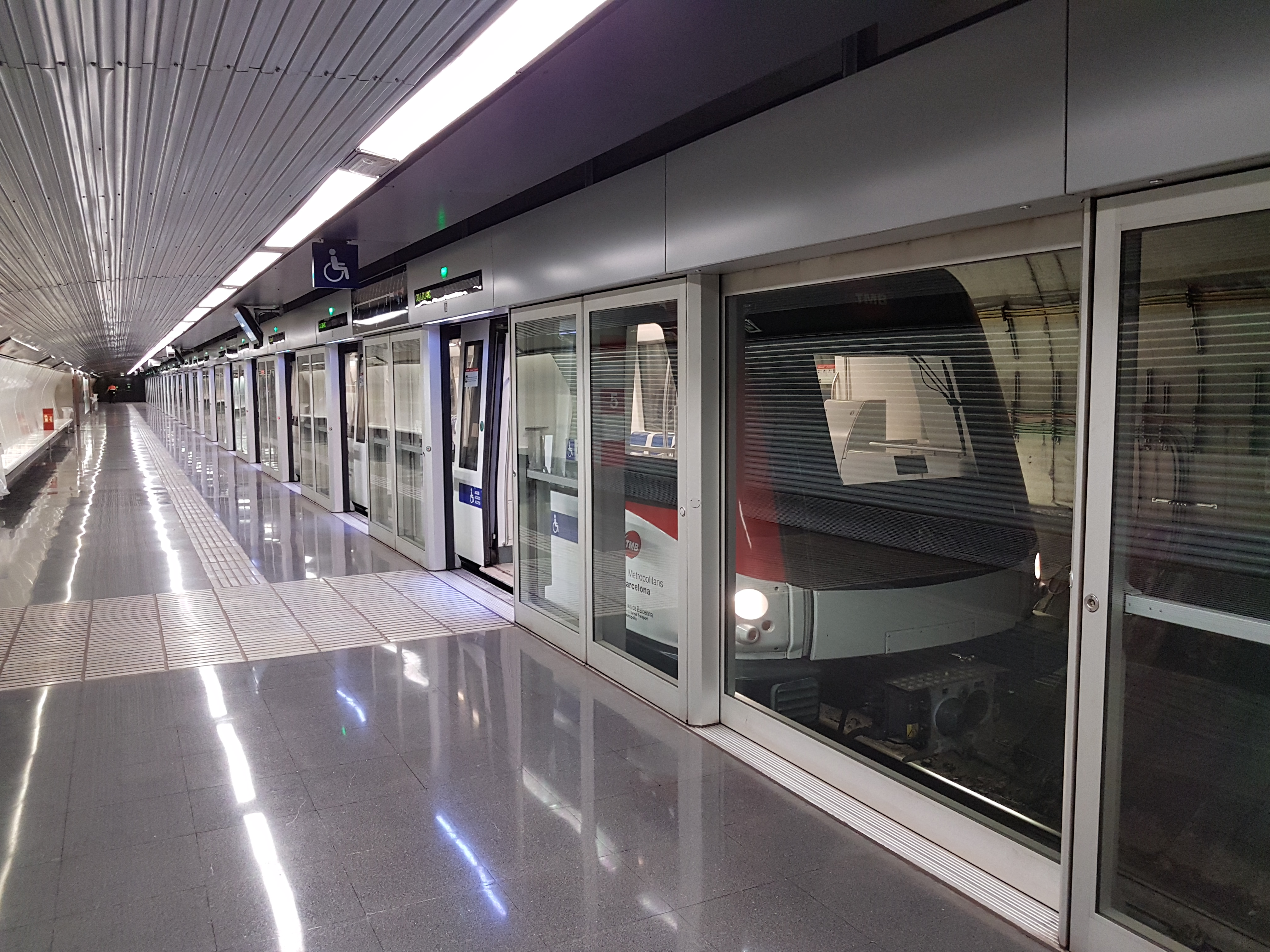
Plataforma de embarque L9 e L10.

Torrassa é uma estação da Linha 1, Linha 9 e Linha 10 do Metro de Barcelona.

## História
Situada no Município de L'Hospitalet de Llobregat da área metropolitana de Barcelona, e deve o seu nome ao bairro vizinho de La Torrassa. A estação foi inaugurada em 1983, aquando da extensão da linha L1 da estação de Santa Eulália. Permaneceu o terminal da linha até 1987, quando a linha L1 foi estendida para a estação Avinguda Carrilet. A linha 9 foi aberta em 12 de fevereiro de 2016, enquanto a linha 10 entrou operação em 8 de setembro de 2018.

## Localização
A estação está localizada embaixo da Avinguda Catalunya, entre a Carrer d'Almeria e a Carrer de Rosalía de Castro. Existem duas entradas, da Avinguda Torrent Gornal e da Carrer d'Almeria, que servem uma bilheteria subterrânea. As duas plataformas laterais de 96 metros de comprimento estão em um nível inferior.

## Expansão
Os está planejado a ligação da estação Torrassa para uma nova estação ferroviária rodoviária de subúrbio da Catalunha entre as estações L'Hospitalet de Llobregat e Barcelona Sants. A futura estação Torrassa será uma das mais importantes da Catalunha em número de utilizadores e será possível fazer transbordo entre as linhas suburbanas que passam pelas atuais estações de Bellvitge e Hospitalet, bem como com as linhas 1, 9 e 10 do metrô.

## Acessos
- Av. Catalunya  L1
- Rosalía de Castro L1
- Av. Catalunya  L9
- Rosalía de Castro L9
- Av. Catalunya  L10
- Rosalía de Castro L10